# Avro 534 Baby
Pour les articles homonymes, voir Baby.
L'Avro 534 Baby est un avion biplan de sport britannique de l'entre-deux-guerres.

## Origine et développement
Dès 1916 Roy Chadwick commença à travailler sur les monoplans de chasse et, la Première Guerre mondiale à peine terminée, réalisa à partir de l'expérience acquise un petit monoplace de sport et de tourisme. Biplan à ailes décalées et train classique fixe à essieu, cet appareil de construction en bois à revêtement entoilé devait s’appeler Popular. Il fut rapidement rebaptisé Baby, probablement en raison de sa taille.

## Les versions
* Avro 534 Baby : le premier prototype effectua son premier vol à Hamble le 30 avril 1919 avec le moteur Green de 35 ch provenant de l’Avro D. Il s’écrasa deux minutes après le décollage à la suite d'une faute de pilotage. Il fut suivi rapidement d’un second appareil [K.131 puis G-AECQ] avec lequel le Capt. H.A. Hamersley remporte le 21 juin 1919 la Coupe Shell, course à handicap disputée dans le cadre du 4e Derby Aérien. En février 1920 Roy Chadwick décida de procéder à un essai de cet appareil sans blouson de vol. Le froid lui ayant fait perdre connaissance, il percuta les arbres en bordure du terrain. Le malheureux pilote s’en tira avec de multiples fractures et le biplan fut rapidement remis en état de vol. Il allait encore se faire remarquer. Le 31 mai 1920 Bert Hinkler, pilote australien qui avait succédé à Roy Chadwick dans le rôle de pilote d’essais de la firme, relia Croydon à Turin sans escale, soit 1 050 km en 9 heures 30 minutes, préparant peut-être un raid sur l’Australie. Finalement, après s’être classé second de la course à handicap du 5e Derby Aérien, derrière Hamersley sur Avro 543 Baby, Hinckler chargea son biplan sur un cargo à destination de l’Australie. Le 11 avril 1921 il vola sans escale de Sydney à Bundaberg, où il résidait, soit 1 280 km en 8 h 40 minutes, établissant au passage un nouveau record de distance australien. Cet appareil, réimmatriculé par la suite sur le registre australien [G-AUCQ puis VH-UCQ] est aujourd’hui conservé au Queensland Museum (en), à Brisbane, dans sa livrée d’origine. 
Un troisième Avro 534 [G-EBDA] fut vendu à l’URSS. En juin 1922, après de nombreuses tracasseries administratives, cet appareil réalisa la première liaison aérienne entre Londres et Moscou, piloté par le russe Gwaiter.  
- Avro 534A Walter Baby : un appareil [G-EAPS, c/n 534A/2], accidenté le 7 septembre 1921.
- Avro 534B Baby : monoplace de course [G-EAUG, c/n 534B/1], accidenté à Ipswich le 4 août 1920.
- Avro 534C Baby : monoplace de course [G-EAXL, c/n 534C/1], accidenté en mer devant Southampton le 6 septembre 1922.
- Avro 534D Baby : monoplace de sport [G-EAYM, c/n 5049], vendu en Inde [G-IAAM] en 1929.
- Avro 543 Baby : biplace de sport et de tourisme à moteur Green de 35 ch. Cet appareil [G-EAUM, c/n 5062] remporta la course à handicap du 5e Derby Aérien en 1920, piloté par le Capt. H.A. Hamersley, et termina dernier de la Course aérienne de la Coupe du Roi disputée en septembre 1922. Cet appareil passera ensuite pas divers propriétaires avant d'être radié en novembre 1934.
- Avro 544 Baby : projet de biplace Le Rhône 80 ch.
- Avro 554 Antarctic Baby : spécialement construit pour les besoins de l’expédition polaire Shackleton-Rowett en 1921, cet appareil [G-EBFE, c/n 5050] monté sur flotteurs et équipé d’un moteur en étoile Le Rhône de 80 ch se distinguait en outre par des plans inégaux en envergure, le plan supérieur étant allongé de 40 cm et le plan inférieur réduit de 30 cm[5]. Devant être piloté par le Major R.H. Carr, l’Avro fut bien hissé à bord de la baleinière « Quest », mais ne fut pas utilisé en raison de problèmes de pièces détachées et du décès de Sir Ernest Shackleton, qui mit fin prématurément à l’expédition.